# Vince McGowan
Vincent J. McGowan, detto Vince (Chicago, 13 agosto 1913 – Oak Lawn, 4 aprile 1982), è stato un cestista statunitense, professionista nella NBL.

## Palmarès
- All-NBL Second Team (1938)